# Llit
Un llit és un moble que s'utilitza sobretot per a dormir-hi i reposar-s'hi, encara que sovint s'utilitza també per a activitats sexuals, per asseure's o per llegir. Consisteix en una estructura generalment de fusta o metall, formada per pilars (els costats), un somier i sovint un capçal damunt la qual hi ha un matalàs, i al dessota els peus o les potes. S'hi afegeix un guarniment, parament, joc o roba de llit, ço és un cert nombre de peces de roba que es posen per a servir de jaç (llençols, flassades, cobrellits, etc., que formen el tapall i forniment d'un llit, i per a la comoditat, un o més coixins. L'adreç de cambra o de llit són les cortines, vànova, coixineres, davanteres i altres peces de tela bona i rica que posen en el llit per a adornar-lo el dia de noces o per una altra solemnitat. L'adreç de llit també designa el joc de coixineres i llençols.

## Disseny
Els llits han canviat molt amb el temps, d'ençà de les piles de palla o altres materials naturals que es preparaven directament a terra i es desaven durant el dia. L'aparició dels llits elevats respecte al terra, permetia aïllar de la humitat, la brutícia o les infeccions. Una altra mena de llits elevats són les hamaques. L'aparició de matalassos de materials més i més avançats que permeten més comoditat i higiene, la llana va deixar lloc als matalassos de molles, també a l'escuma, i més recentment al làtex. Els futons, matalassos tradicionals del Japó, són fets de capes de cotó.
Generalment, els llits occidentals, consten d'un somier instal·lat sobre una base, que pot ser metàl·lica o de fusta, que incorpora quatre o sis potes que suporta el somier, que al seu torn, serveix com a suport del matalàs, i en les versions més senzilles el somier i l'estructura son un únic cos. El sistema tradicional incorpora capçal i peus (la part oposada al capçal). En l'antiguitat aquesta estructura podia portar també baldaquí i cortinatges. A part d'aquests elements, les parts del llit són: el capçal, els peus i les espones (les dues bandes més llargues del llit).
També hi ha la versió moderna del sistema tradicional. Són estructures generalment més simples, sovint amb capçal, amb peus o sense, fets de metall o fusta, amb potes.
La faixa són les parts del llit que van subjectes als pilars. La cuixera és cada una de les quatre barres que uneixen els pilars del llit formant el rectangle que sosté les posts o el somier. El matalàs, on descansa el cos sobre el llit. La roba o guarniment de llit; un joc de llençols (generalment consistent la baixera o baixos, el llençol de sobre i coixinera o coixineres), flassades o edredó, el cobrellit, i el coixí, per a recolzar-hi el cap. Una fillola és un matalasset que es posa entre dos matalassos grans per a evitar que es formi clot i per a donar més comoditat al qui hi ha de jeure.
Generalment, a l'occident, els llits van acompanyats d'una o dues tauletes de nit, prop del capçal, a una espona o a les dues espones (o costats) del llit. Antigament, era habitual també que hi hagués un banc o un bagul als peus del llit. El davantllit o davall-llit, davanter o davantera o davantal ant. era una cortina, un volant de roba o peça de tela agafat al cobrellit que cobria i enrevoltava la part anterior i inferior del llit (fora la part de dalt), de les posts fins al sòl, tapant-ne les potes, per tal no es veiés res de la part inferior. El rodapeu o entornpeu era la faixa o sanefa que guarnia la part inferior d'un llit. El costat del llit era la peça de roba que cobria l'espona. El capllit era un banc que sostenia les posts del llit.

## Dimensions d'un llit
Les mides considerades estàndards més habituals al nostre país són:
- Llit individual: 80 o 90 cm d'ample per 190 o 200 cm de llarg.
- Llit doble o de matrimoni: 135 o 150 cm d'ample per 190 o 200 cm de llarg.

Altres amplades menys comunes al nostre país són:
- 120 cm d'ample, també anomenat d'una plaça i mitja, a Catalunya el típic de ferro eren de 110, anomenat també llit de monja
- 160 cm d'ample, també anomenat "queen size"
- 180 cm d'ample o més, també anomenat "king size"

## Història del llit

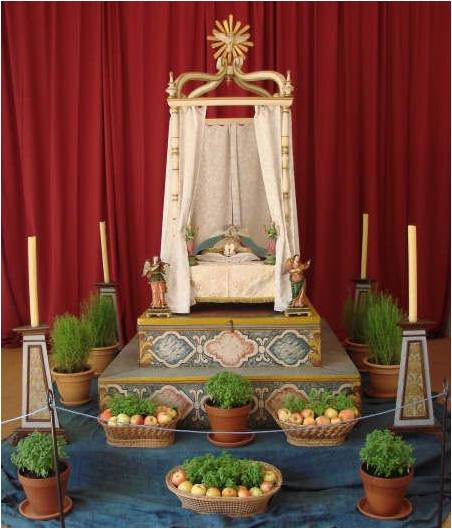
Llit de la Verge d'Agost, Mallorca

El llit és un moble que marcava clarament l'estatut social del propietari, i ho continua fent, segons la seua qualitat, grandesa i comoditat. Molt sovint quan una persona moria d'una malaltia infecciosa es cremava el llit juntament amb el cadàver. Els antecessors més antics del llit són el jaç, el pallat, la màrfega o el catre. Posteriorment el llit ha estat de ben antic el moble indispensable que qualsevol persona havia de tenir, juntament amb una taula o una cadira, un armari, i antigament l'arca.

### Prehistòria
Els llits primerencs eren poc més que munts de palla o algun altre material natural (per exemple, un munt de fulles de palmera, pells d'animals o llets secs). En el Miocè, que va durar des de fa vint-i-tres a cinc milions d'anys, abans de l'aparició dels humans, els simis van començar a crear llits composts amb una plataforma per dormir que inclou un coixí de fusta.
L'agost de 2020, els científics van informar del descobriment de la roba de llit d'herba més antiga de fa almenys 200.000 anys, durant el Paleolític, molt més antiga que la roba de llit més antiga coneguda anteriorment. Especulen que les plantes repel·lents d'insectes i les capes de cendra, de vegades a causa de les làmines d'herba més velles cremades, que es troben sota la roba de llit s'han utilitzat per a una base aïllada lliure de brutícia i per allunyar els artròpodes.

### Antiguitat

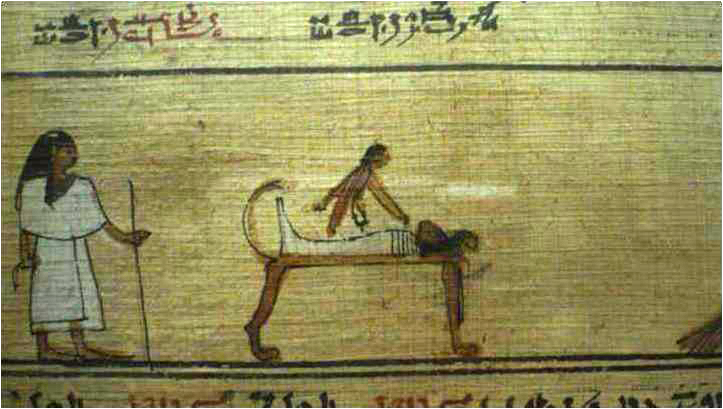
Llit de l'Imperi Nou de l'Antic Egipte, El Cairo

Els egipcis tenien llits alts als que pujaven amb graons, amb coixins i cortines. L'elit de la societat egípcia com els seus faraons i reines fins i tot tenien llits de fusta, de vegades daurats. Sovint també hi havia un reposacaps, semicilíndric i fet de pedra, fusta o metall. Els antics assiris, medes i perses tenien llits d'un tipus semblant, i sovint decoraven els seus mobles amb incrustacions o aplicacions de metall, nacre i ivori. Els reposacaps s'utilitzaven a la vida per recolzar el cap mentre dormia. També es troben recolzant el cap d'una mòmia al taüt. Aquest reposacaps potser es va fer específicament per a la tomba, ja que la pregària de l'ofrena s'ha inscrit a la columna de suport, tot i que la pregària podria haver-se afegit després de la mort del propietari. La seva riquesa no es veurà reproduïda fins al segle XVI. El simbolisme dels animals és present.

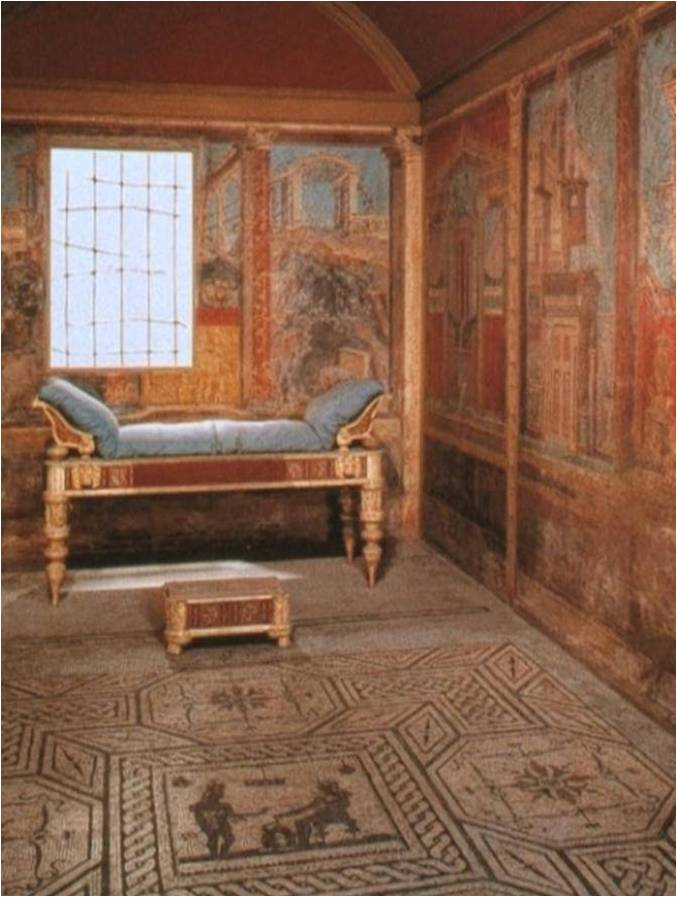
Cubiculum, Pompeia (50-40 a. C.)

Els exemplars de Grècia i Roma ens arriben per pintures i exemplars en pedra. La simbologia és present en tota l'antiguitat i el tornejat a la fusta és una tècnica present de l'antiguitat ençà, però l'estructura no té protagonisme fins que es descobreixen les fustes exòtiques i luxoses. Els antics romans tenien diversos tipus de llits per al repòs, entre ells el lectus cubicularis, o llit de cambra, per dormir normal, el lectus genialis o llit nupcial, estava molt decorat i es col·locava a l'atri enfront de la porta, el lectus discubitorius o llit de taula, on menjaven, ja que menjaven estirats de costat esquerre, normalment hi havia tres persones per un llit, i el lloc del mig era la posició més honorable, el lectus lucubratorius, per estudiar, i el lectus funebris, o emortualis, sobre el qual els morts eren portats a la pira. Els antics matalassos romans estaven farcits de canyes, fenc o llana. Les plomes es van utilitzar cap al final de la República, quan el costum exigia luxe. Es col·locaven petits coixins al cap i de vegades al darrere. Els llits eren alts i només es podia pujar amb l'ajuda d'uns graons. Sovint estaven disposats per a dues persones, i tenien un tauler o barana a la part posterior, així com la part elevada al cap. Els cobrellits podien eren molt costosos, generalment de color violeta brodats amb figures d'or. Riques teles queien a terra emmascarant el frontal. Els llits en si eren sovint de bronze amb incrustacions de plata, i Elagàbal en tenia un de plata massissa. A les parets d'algunes cases de Pompeia es troben nínxols de llit que probablement estaven tancats per cortines o envans corredisses.

### Edat mitjana

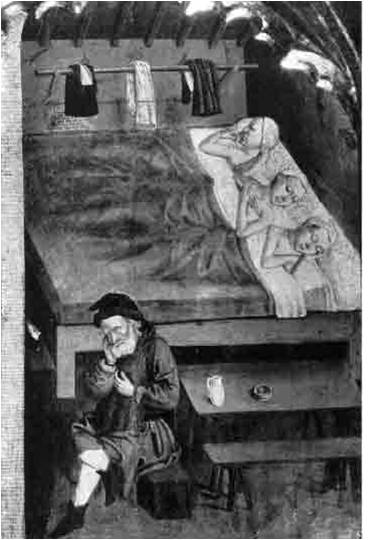
Compartir llit

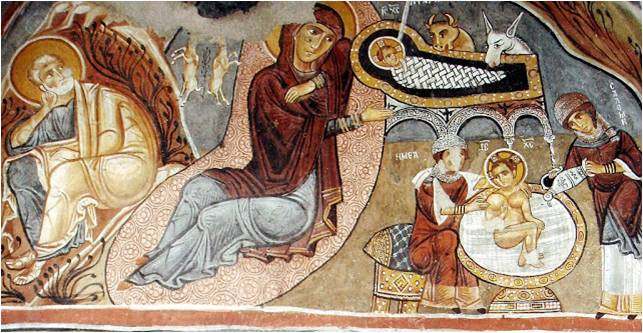
Màrfega, Església Fosca Turquia

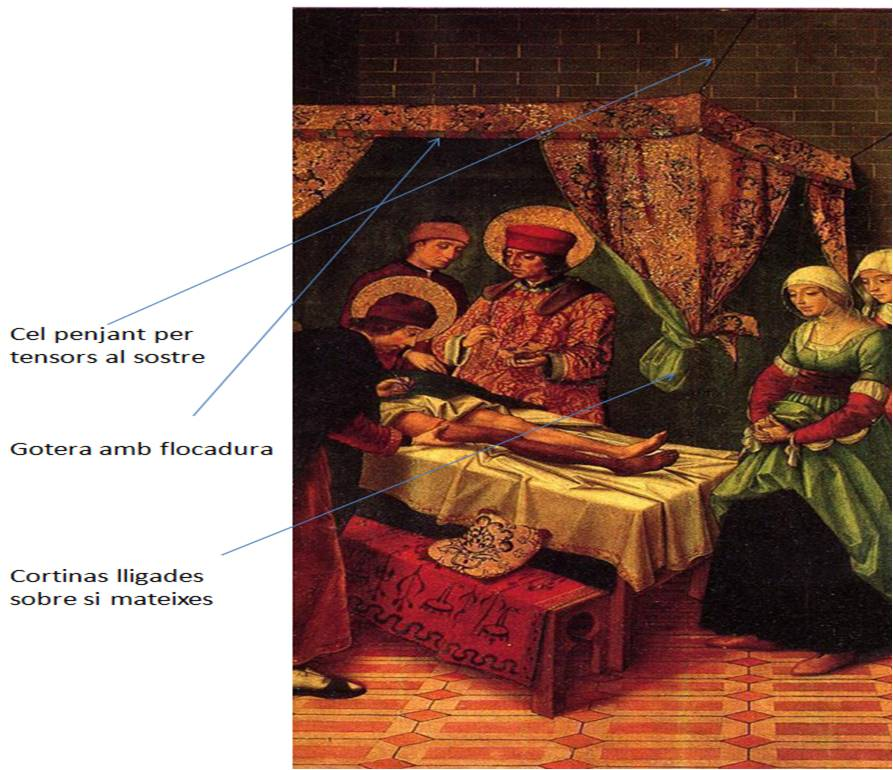
Llit de cortinatges Sant Cosme i Sant Damià 1450- 1504 d.C.

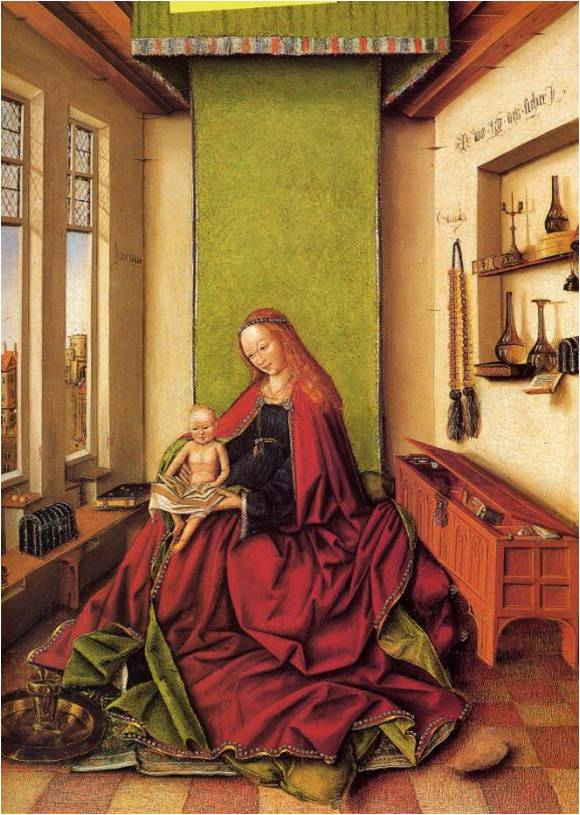
Verge del Llibre

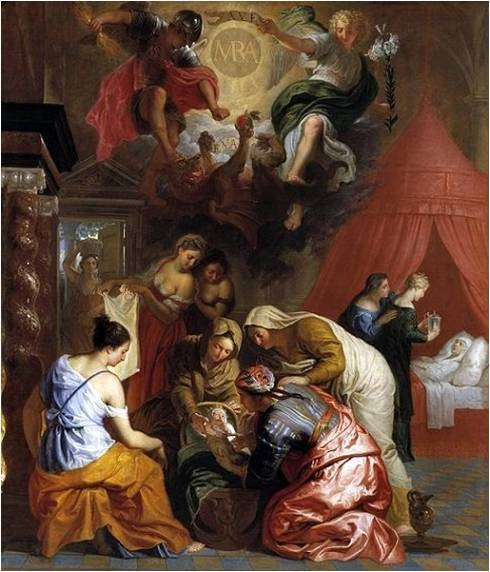
Dosser de campanya

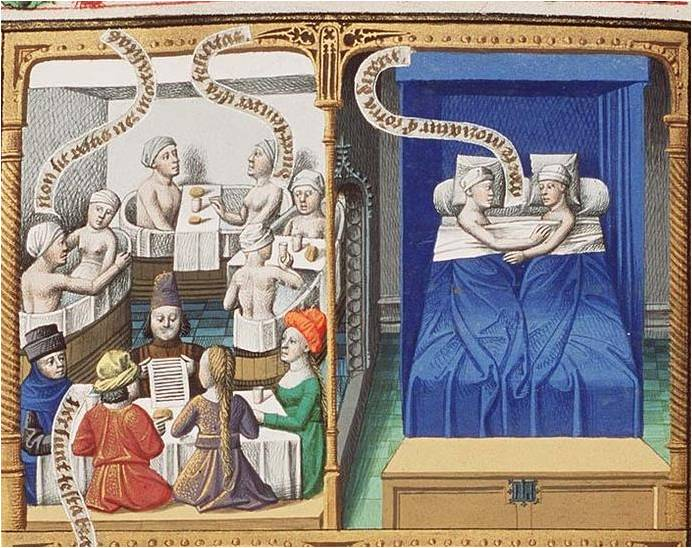
Llit dels banys públics

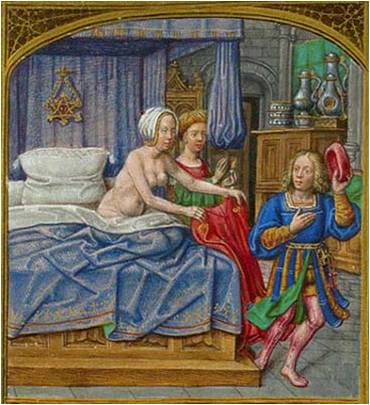
Llit encaixat

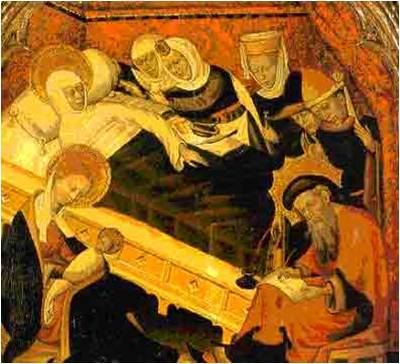
Llit amb arquibancs

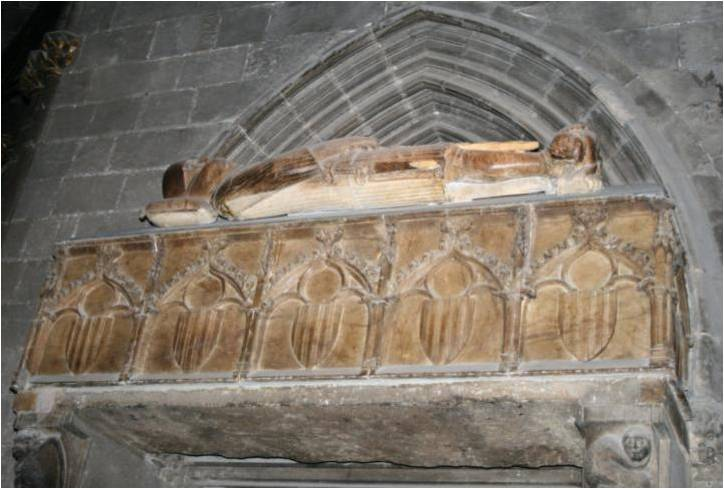
Decoració de pergamí

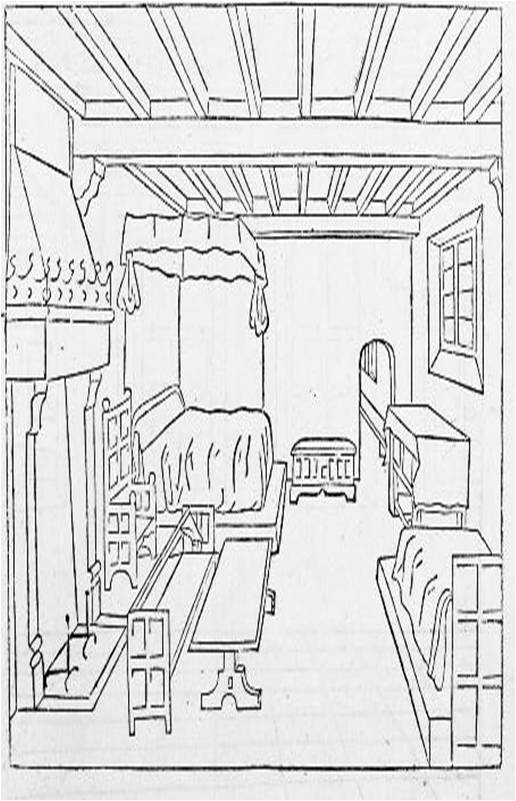
Esquema de Jean Pèlerin

Els europeus medievals jeien a terra sobre llits de fulles coberts de pells, o en una mena de cofre poc profund ple de fulles i molsa. Banc contra la paret, col·locats sobre ells hi havia matalassos farcits de plomes, llana o cabell, i utilitzaven pells com a coberta. Les cortines es penjaven del sostre o d'un braç de ferro que sortia de la paret. Sembla que generalment s'estiraven nus al llit, embolicant-se amb grans llençols de lli que s'estiraven sobre els coixins.
Al segle XII, el luxe va augmentar i els llits es feien amb fusta molt decorada amb ornaments incrustats, tallats i pintats. També utilitzaven llits plegables, que servien de sofàs durant el dia i tenien coixins coberts de seda posats sobre cuir. A la nit s'estenia un llençol de lli i es col·locaven coixins, mentre que les pells cobertes de seda servien de cobertors. Els manuscrits carolingis mostren llits metàl·lics molt més alts al cap que als peus, i aquesta forma va continuar utilitzant-se fins al segle XIII a França, s'hi van afegir molts coixins per elevar el cos a una posició inclinada. En els manuscrits del segle xii, els llits apareixen molt més rics, amb incrustacions, talla i pintura, i amb cobertors i matalassos brodats en harmonia.
Al segle XIV les fusteries van perdre importància, generalment estaven totalment cobertes per penjades de materials rics. La seda, el vellut i fins i tot els draps d'or s'utilitzaven amb freqüència. Els inventaris de principis del segle XIV donen detalls d'aquests penjadors folrats de pell i ricament brodats. Va ser llavors quan el llit amb dosser va fer la seva primera aparició, el llit es va penjar del sostre o subjectar-se a les parets, una forma que es va convertir més tard en una habitació dins d'una habitació, tancada per un doble. cortines, de vegades fins i tot per excloure tots els corrents d'aire. A l'alcova s'hi rebien amics molt íntims. El segle XIV també va ser l'època en què els llits de plomes es van convertir en possessions molt apreciades. Els llits de les residències aristocràtiques es poden distingir per cortines tancades, aquests llits tindrien matalassos i coixins que estaven farcits de plomes. Els llençols es feien de lli i les mantes de llana. Els rails units als llits serien per penjar la roba o per subjectar espelmes. A les cases menys riques, el llit seria de tres taulons i un matalàs de bruc sec o falguera, dormien amb un sol llençol i una manta vella.
Els inventaris antics, especialment a Catalunya, permeten de conèixer les peces i la distribució de la casa. A Catalunya els inventaris es feien sense taxació, al contrari que a Espanya. A l'Edat Mitjana apareix la idea de compartir el llit. Però en aquest moment de la història qui podia permetre-s'ho dormia sol. La resta ho comparteix tot. Després existeix el privilegi de compartir amb els de rang superior; per exemple, compartir coixí (què no té res a veure amb el dret a coixí).
A l'Edat Mitjana els llits anaven acompanyats d'imatgeria religiosa, la qual cosa ajuda a catalogar més bé els llits. Es poden estudiar els llits gràcies a l'escultura devocional: la naixença de Jesús, el Llit de la Verge d'Agost, exèquies, llibres d'arquitectes, etc. A l'Alta Edat Mitjana es representava la Verge reclinada en una màrfega.

### Renaixement

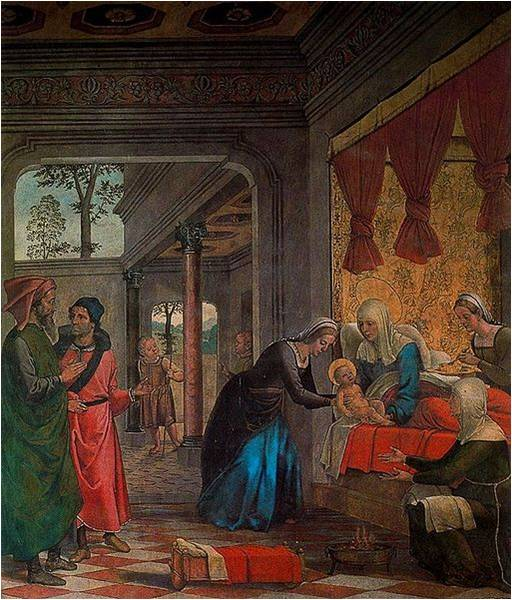
Llit renaixentista d'inspiració oriental

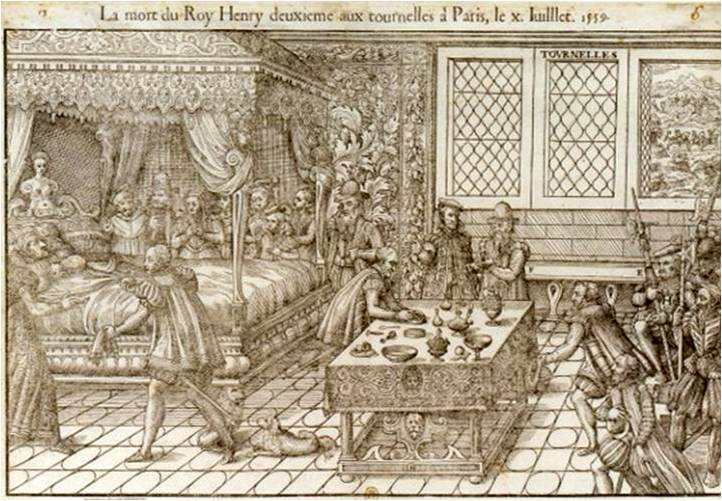
Llit de columnes

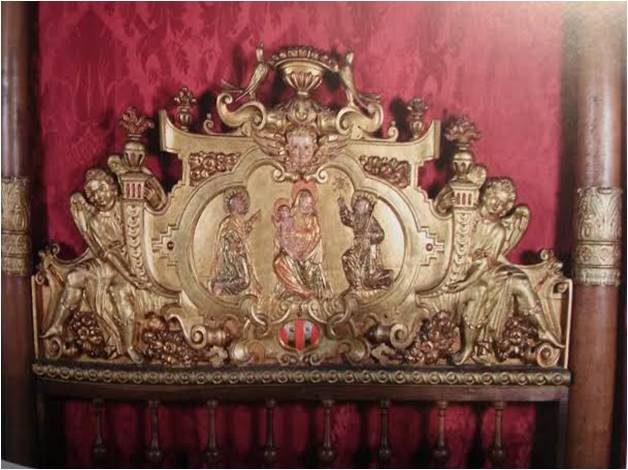
Capçal renaixentista

En el segle xvi, el Renaixement que ve d'Itàlia reprodueix els models arquitectònics sense perdre la importància del teixit, de procedència o d'inspiració oriental i amb contrastos frequents de color vermell i daurat. L'estrada d'origen àrab es trasllada al món femení d'Espanya, Portugal i després a Sud Amèrica, a diferents llocs de la casa on es rebia i fins i tot es podien tenir de 2 a 4 estrades amb els seus dossers. Es repeteix el concepte llit, taula, cadira, i probablement amagat sota la cadira hi havia l'orinal, una mena de cadira que s'anomena “cadira de Sant Pere”. Les cadires femenines, de dama són utilitzades en les estrades per les dones a Catalunya i a Castella pels homes convidats a l'estrada de les dones. Es respecten les diferents alçades entre homes i dones.
Sorgeix el llit de columnes, el principal llit als segles XVI i XVII, unes columnes que fan de suport del cel i de les cortines. Els dossers prenen formes arquitectòniques amb frisos i motllures a més les columnes són tornejades seguint l'estil escultòric neoclàssic. A poc a poc va apareixent el capçal de fusta tallada mentre la fusteria evoluciona cap a l'ebenisteria, i apareix en la decoració el cuir retallat, una forma de pergamí enroscat que és típica del segle XVI. Les imatges religioses estan incloses en els capçals dels llits, tallen les iconografies en fusta i les enquadren en escuts.

### Barroc

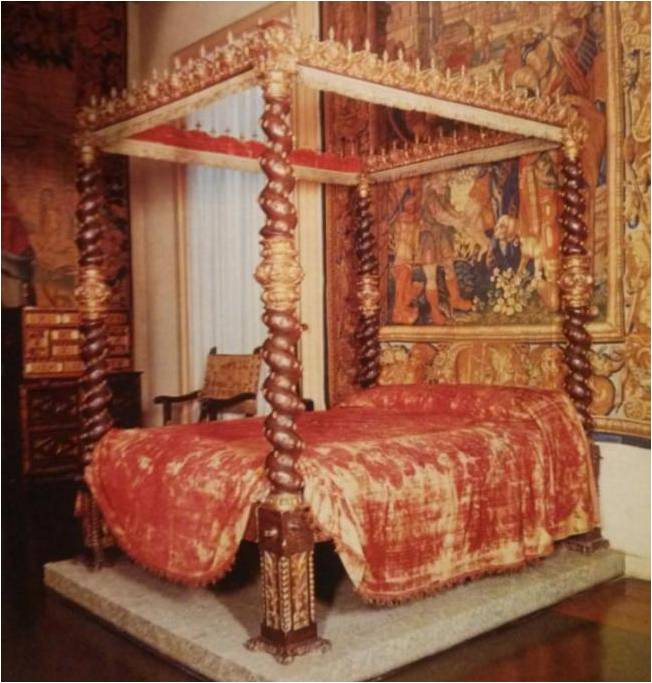
Llit a la Italiana

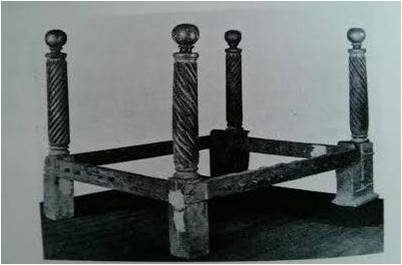
Llit de cordills

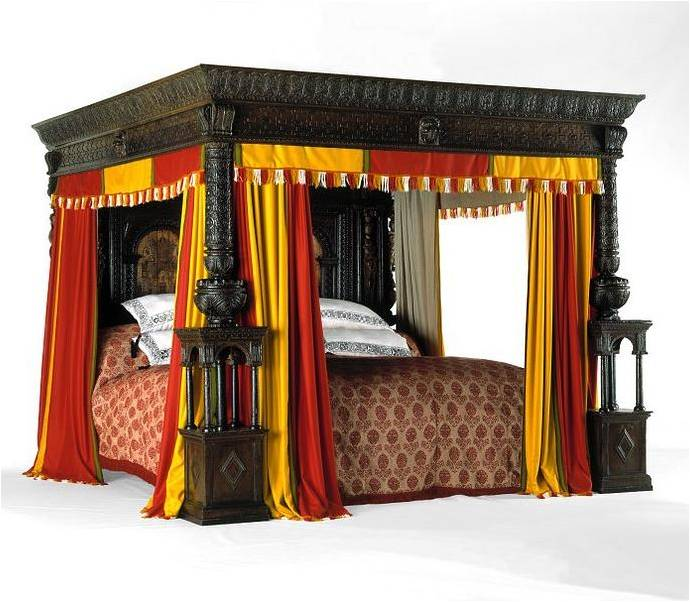
Gran Llit de Ware vestit

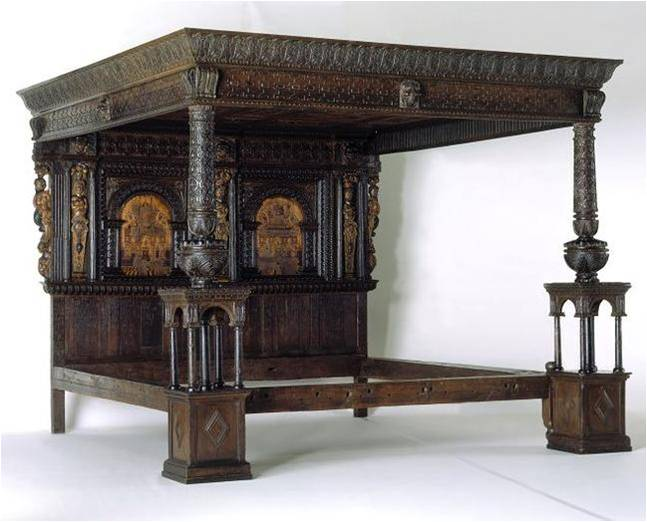
Gran Llit de Ware despullat

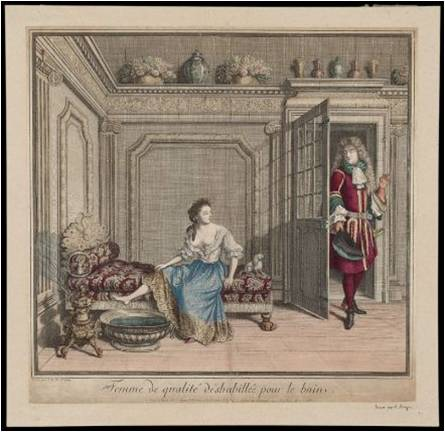
Llit de dia

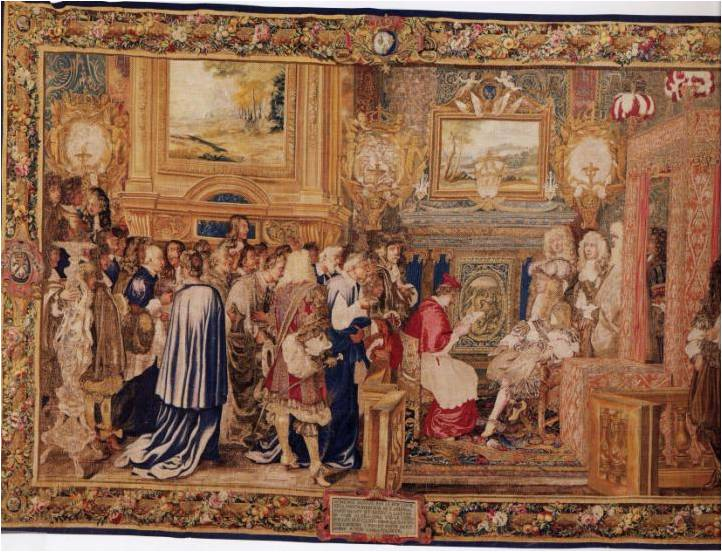
Separació de l'alcova i la cambra pel Rei Sol

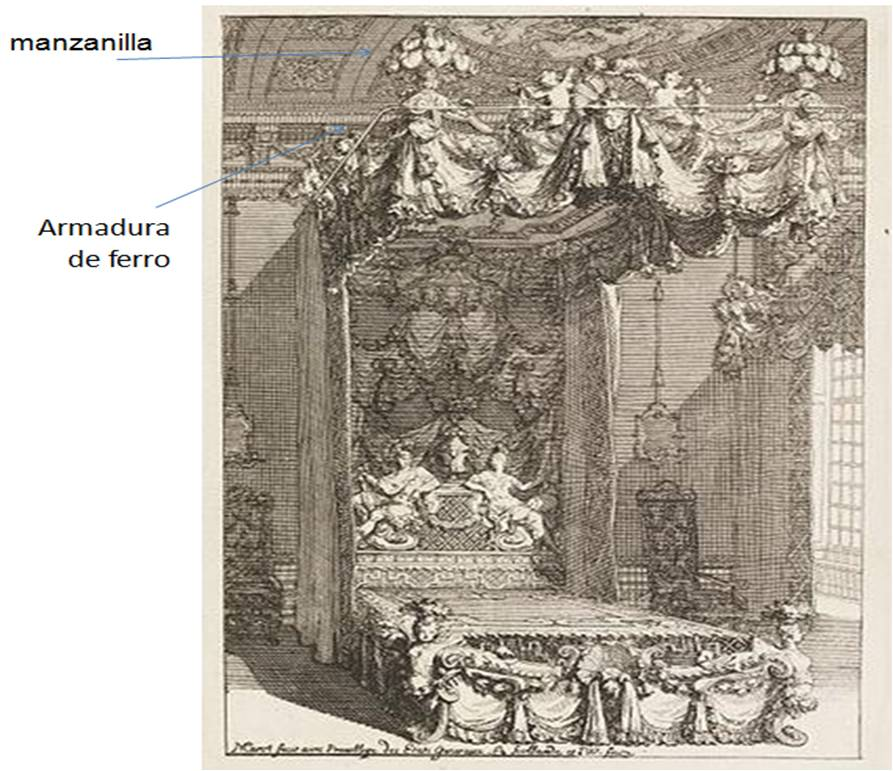
Llit a la duquesa

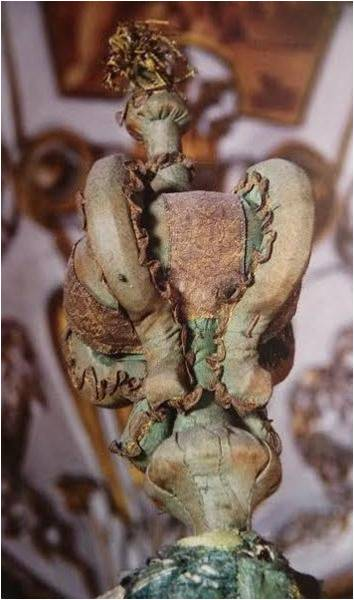
Manzanilla tapissada

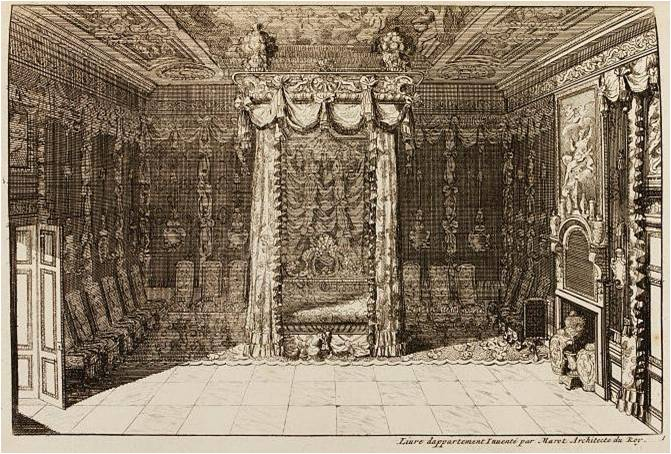
Esquema d'una cambra barroca

Al segle xvii, que s'ha anomenat "el segle dels magnífics llits", apareix la tapisseria, es veu a les cadires i a les parets, i apareix l'estil à la duchesse, amb provador i cortines només al capdavant, va substituir els llits més tancats a França, tot i que van durar molt més a Anglaterra. Lluís XIV de França tenia un nombre enorme de llits sumptuosos, fins a 413 descrits en els inventaris dels seus palaus. Alguns d'ells tenien brodats enriquits amb perles, i figures sobre un fons d'argent o daurat. El gran llit del Palau de Versalles tenia cortines de vellut carmesí on hi havia brodat "El triomf de Venus". Es feia servir tant d'or que el vellut amb prou feines es veia. En el s.XVII les habitacions estaven rodejades de seients què es tocaven els uns amb els altres i el llit en un racó.
Al segle XVIII els coixins de plomes es van utilitzar per primera vegada com a cobertes a Alemanya, que en les modes del llit i la curiosa etiqueta relacionada amb la cambra de dormitori seguien en la seva majoria a França. Els llits eren à la duchesse, que es basa en una estructura de ferro que manté els draps del cel i així evita les columnes sense evitar el dosser, però a França hi havia una gran varietat tant de nom com de forma. Provinents del món oriental, apareix el costum del "Lit de justice" on el rei de França es recolzava quan estava present al parlament, els prínceps asseguts, els grans funcionaris dempeus i els oficials menors agenollats, es considerava que denotava el poder reial encara més que el tron. Baixen les xemeneies l'any 1750 aproximadament. La xemeneia a la francesa la posa de moda Lluís XIV, té una xemeneia baixa amb un gran mirall fins al sostre de cristall colat.
Durant el barroc les visites ja no creuen l'alcova i es desenvolupa el llit a la italiana o llit sense capçal, amb capçal fet de teixit. Portugal desenvolupa un model de capçal amb files de columnes, reinterpretat del model italià original. Mallorca també va tenir una gran esplendor en aquest àmbit i d'això trobem molts exemples conservats. En el mobiliari català del segle XVI es repeteix la decoració d'arqueria, els capçals amb àngels portadors i angelots. El Rei Sol comença a separar l'alcova de l'habitació amb una balustrada, una tendència ve del Palau de Vaux le Vicomte, un palau amb portes alineades a prop de les finestres, sense passadissos. Així França reprèn el lideratge en el tema de la moda. Els mobles es rematen amb  galeries de “balaustrillos”. Els llits de cordills reen per les classes socials més baixes. Amb uns claus en els travessers s'entrellaçaven unes cordes creant un enginyós somier. Es troben mitges columnes. En els països nòrdics continuen fent-se els llits encaixats per resguardar-se del fred.

### Llit policromat a Catalunya “Llit d'Olot”

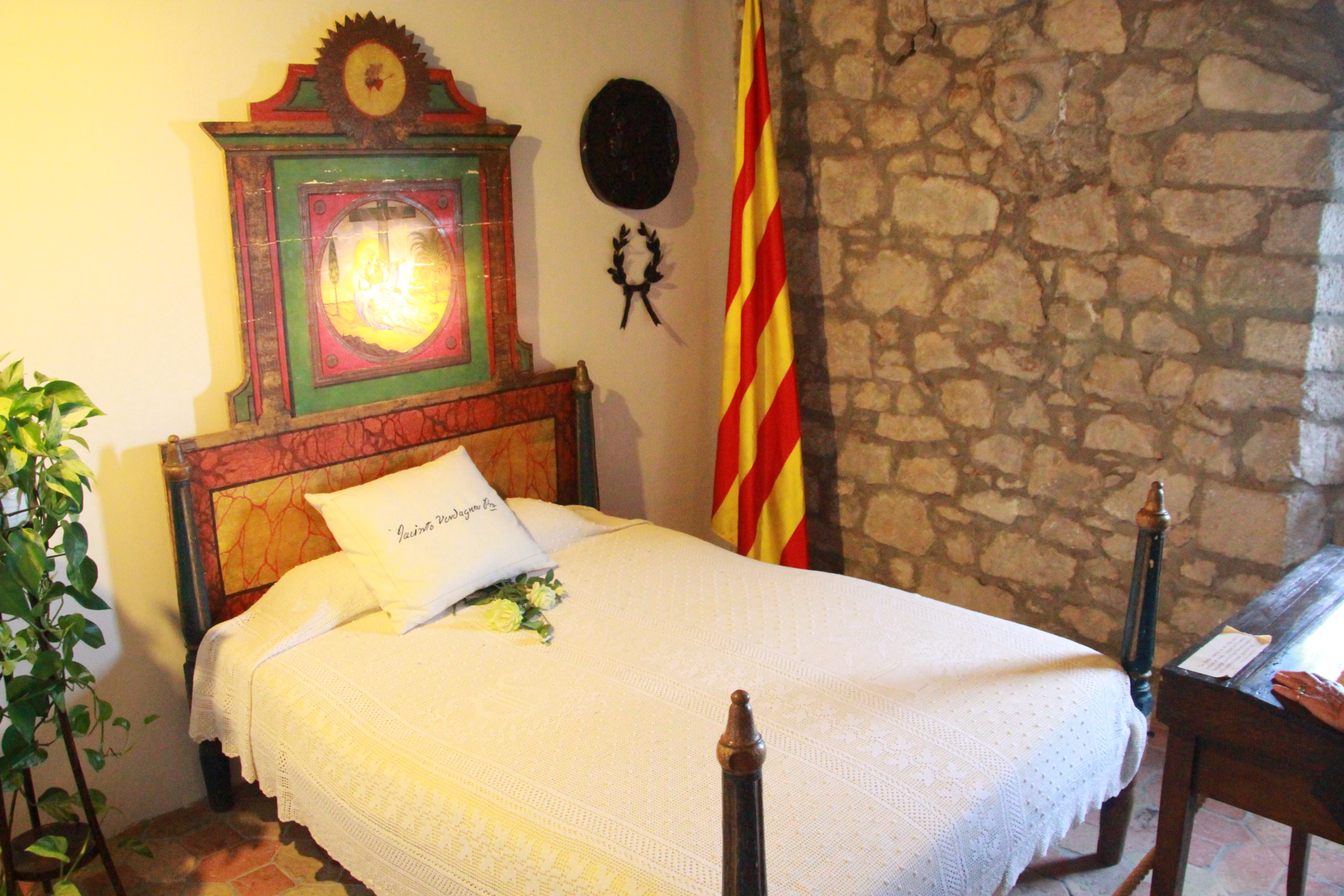
Llit d'olot. Mare de Déu del Mont

Es desenvolupa a partir de la fi del segle XVIII, tot el s.XIX i començos del s.XX. De fet es feien fins fa molt poc a les empreses de: Pobla de Clarademunt, Pallerols. El capçal esdevé una taula pintada. Poden anar penjades a la paret o clavades al llit. Les formes arquitectòniques passen als llits transformant-se en una fusteria molt sòbria. Continua sent difícil diferenciar els llits individuals dels de matrimoni. Aquest estil de llit prové d'Itàlia, on en comptes de policromies són entapissats. Es representen les goteres, angelots, gerros,etc. Contorns molt moguts amb cisellats que poden arribar a ser molt fins, que juntament amb la policromia poden arribar a conformar veritables obres mestres. Amb paper de gravadures es retallaven les figures, s'encolaven al capçal, s'il·luminen, s'unifiquen amb un vernís. Els primers a fer-ho varen ser els venecians, però també s'escampa per les Illes Balears i Catalunya.

### Edat moderna

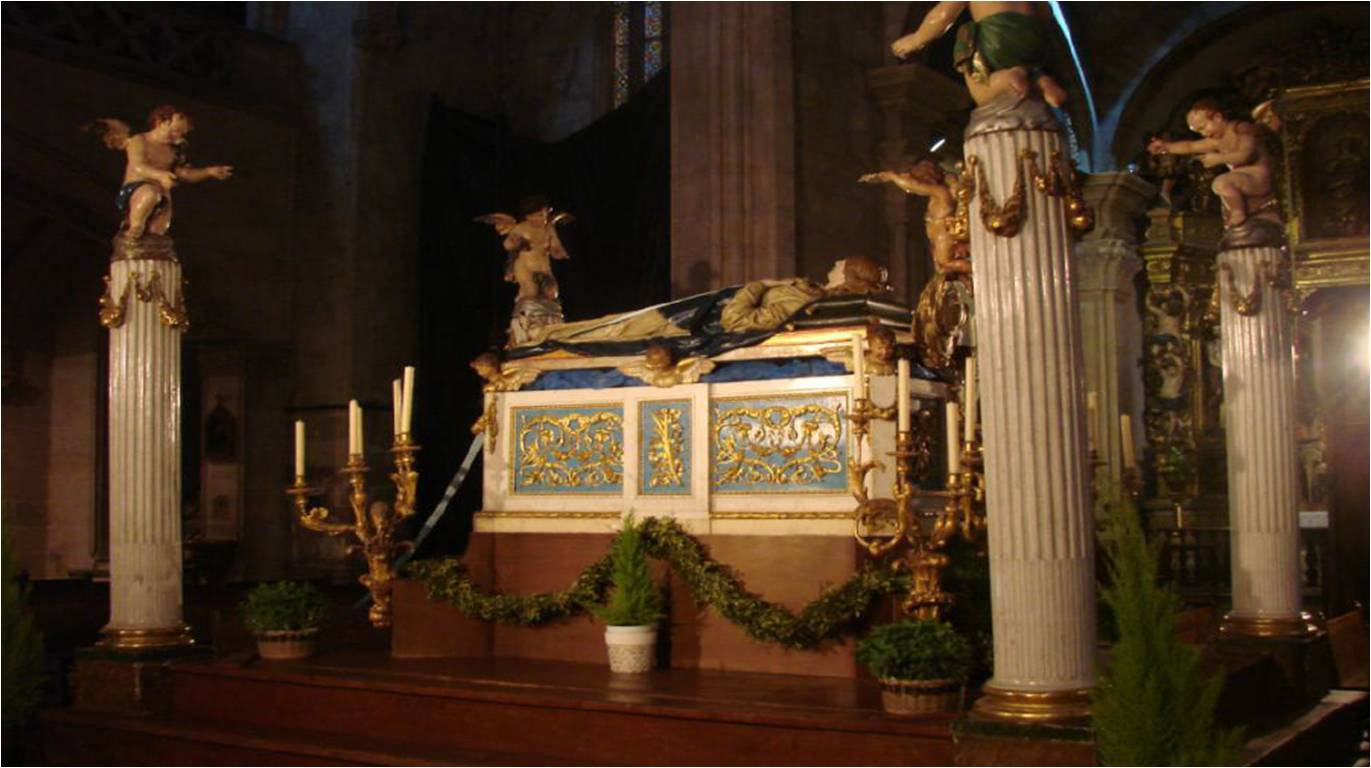
Llit neoclàssic

En el neoclassicisme torna la sobrietat geomètrica de l'arquitectura clàssica. S'utilitzen els teixits indians (teixits provinents de l'Índia estampats i amb molts colors). Primer s'importaven, però després ja es produeixen aquí. El més difícil d'aconseguir era la fixació dels colors. Catalunya en va ser un puntal i aquesta indústria es va desenvolupar molt. Per les cases luxoses eren la roba de cada dia i per les més humils era la roba d'ocasions especials. Així s'abandonen les flàmules o llengües. El tornejat passa de moda. Així els capçals es fan a base de plafons amb decoracions a la tapa amb talla. També es fan bons treballs en marqueteria.

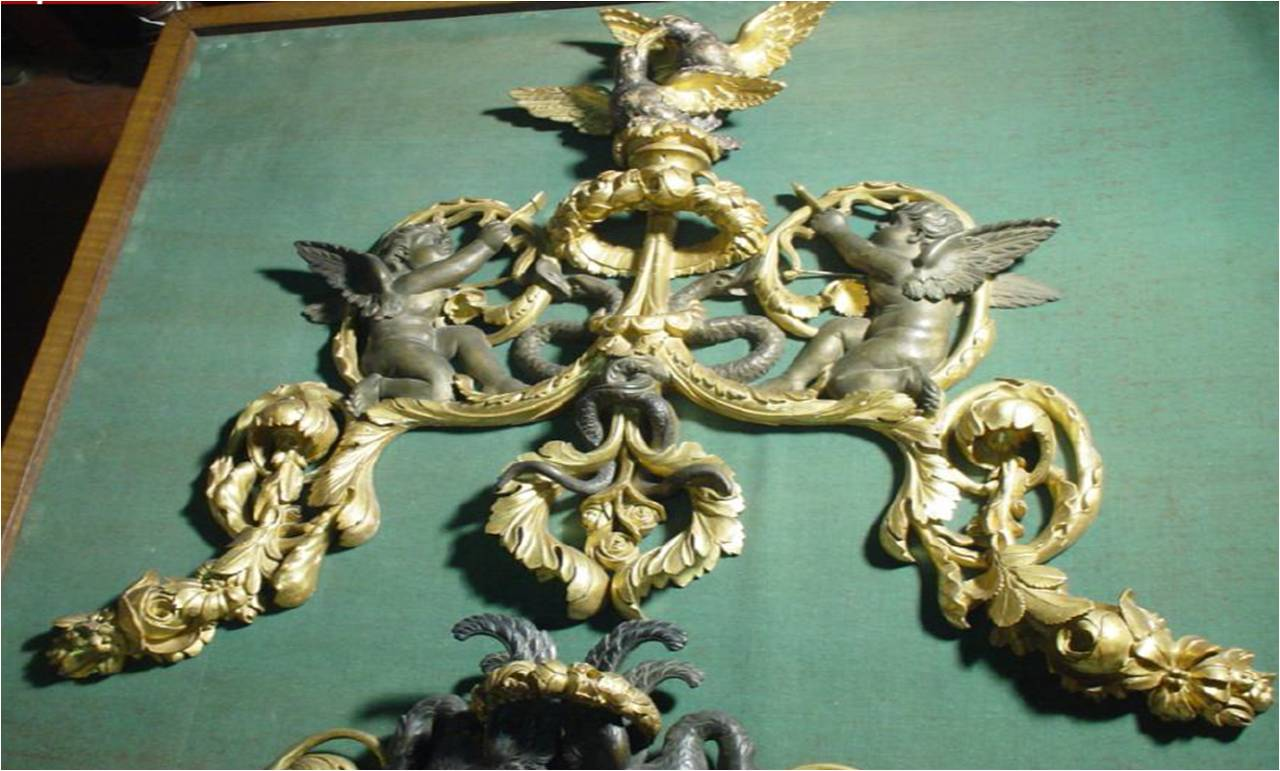
Talla candelieri de Frederic Marès

La parella de tauletes de nit apareix a la fi del segle xix. L'alcova es tanca amb portes. Poden ser de vidre, batents, corredisses, etc. No desapareix el dosser, però es fa molt petitet, emmarcant el capçal. Apareix el llit a la Polonesa, tot cobert, amb mitjos pilars que pugen a ¾ de l'alçada del llit i s'uneix amb el dosser que pot ser de diferents models, un model que procedeix de França, i també apareixen el llit de púlpit i el llit a la italiana. A Catalunya trobem el llit de Vic, caracteritzada per tenir un oval com a capçal. S'intenta imitar la caoba amb policromia, puix que serà la fusta reina de l'època. A la fi del segle XVIII apareixen els llits de campanya, plegables, i amb dosser o sense. El llit de posts i bancs o llit de taules és el llit que s'usava antigament a les cases humils. Era format per posts – peça de fusta sostingudes per dos banquets de fusta o de ferro; al damunt s'hi posava la màrfega o el matalàs. En el segle XIX i el segle XX es fan llits dissimulats que simulen còmodes.
El llit de taules o llit de posts se sosté sobre peus de gall i sobre pilars. Una pota bifurcada que es pot retallar, tallar, etc. per a decorar-la. El peu de mitges columnes o “mitjos pilars” són elements tornejats mixtilínies. Ja existien anteriorment al segle XVIII. La pota cabriolé és la que més era moda en el segle XVIII. Aquestes pugen en forma de mig pilar. És un acabat de luxe.
El s.XVIII és molt teatral, es juga amb policromies, teixits indians, marbradures, jaspiats, etc. Els materials que trobem a primer terme són els més valuosos a mesura que ens anem allunyant van apareixent més elements “falsos”. Desapareixen les imatges religioses, segueixen sent iconografies religioses però no trobem per exemple verges i sants pintats. També apareixen elements mitològics. En la resta d'Europa es desenvolupa el concepte d'intimitat. A França sorgeix el llit a la turca (també anomenat a la francesa). Els teixits són florals, la natura entre a la llar. Cerquen la línia serpentina. Es redueixen els dossers i trobem llits encastats, llits de tres espatllers i altres varietats igual d'informals. Com a complement trobem la safata de llit. Dintre d'aquests mobles es poden guardar objectes. A França inventen una taula de llit amb safata incorporada. També a partir de 1720 apareix la tauleta de nit. Té la funció de guardar l'orinal.

## Tipus de llits
- Un bressol, bres (valencià i balear) o bressola és un tipus de llit petit per a nadons. Els bressols tenen la característica específica de tenir barrots sobre proteccions laterals per a evitar caigudes durant el son. Els bressols tradicionals tenien peus semicirculars que servien per balancejada i així induir el somni del nadó. Tanmateix, actualment, la major part presenta potes estàndard amb rodes. Aquestes compleixen la doble funció de dotar-les de mobilitat i de permetre de gronxar els nadons.
- Un futon és la paraula japonesa referent a l'estil de llit tradicional japonès consistent en un matalàs i una funda unides i prou plegables com per poder ser emmagatzemat durant el dia i permetre altres usos a l'habitació, a més de com dormitori.[12] Els futons japonesos són baixos, d'uns 5 cm d'alçada i tenen una funda exterior amb farcits com cotó o material sintètic. Sovint es venen en conjunts que inclouen el matalàs de futon (shikibuton), un edredó (kakebuton) i coixí (makura). Els coixins s'omplen amb mongetes, blat negre o estris de plàstic.
- L'hamaca és un moble utilitzat per a dormir o reposar-se. Consisteix en una lona o xarxa constituïda per cordill o corda fina que es lliga a dos punts ferms. La paraula hamaca prové del taïno i significa "xarxa per a peix".[13] També té origen en la paraula «chinchorro» que a Amèrica significa xarxa de pesca i el seu ús com a hamaques o llit en feines de pesca i llocs apartats de la residència.
- Un llit d'aigua és un llit ple d'aigua. Els llits d'aigua destinats a teràpies mèdiques apareixen en diversos informes al llarg del segle xix. La versió moderna fou inventada a San Francisco i patentada el 1971,[14]
- Un llit de campanya és un llit portàtil, lleuger petit que s'utilitza en camps militars o també en càmpings. Està fabricat amb tubs de metall o varetes d'acer trempat (antigament amb llistons de fusta) i té una lona forta tensada sobre l'estructura. Generalment és lleuger, plegable i durador, per la qual cosa és fàcil de transportar per part de les tropes o dels campistes. Se'n fabriquen inclús, d'una mida reduïda per a infants.[15]
- Una llitera o llit mariner és un moble compost de dos o més llits situats un damunt de l'altre. Habitualment, són utilitzats en espais reduïts i, particularment, en habitacions infantils, permeten que dos o més nens dormin a la mateixa habitació. L'espai s'optimitza més encara en posar calaixos sota la llitera, on es guarden joguines, roba de llit, etc.[16]
- Un llit plegable és un llit que s'articula en un extrem per guardar-lo verticalment contra la paret, o dins d'un armari o armari. Com que sovint es poden utilitzar tant com a llit com a armari, els llits Murphy es poden considerar mobles multifuncionals.
- Un matalàs inflable[17] (en valencià, matalaf unflable[18]) és un tipus de matalàs que es pot inflar mitjançant una manxa; l'aire que conté proporciona un gran confort.
- Un sofà llit és una mena de sofà d'estructura metàl·lica que inclou un matalàs estret que pot ser desplegat o obert per a formar un llit.